# Podsavezna nogometna liga Livno 1961./62.
Podsavezna nogometna liga Livno, također i kao "Livanjska podsavezna liga" je bila liga četvrtog stupnja nogometnog prvenstva Jugoslavije u sezoni 1961./62. 
 Sudjelovalo je 7 klubova, a prvak je bila "Budućnost" iz Duvna (današnjeg Tomislavgrada). 

## Ljestvica
| mj. | klub                       | ut. | pob. | ner. | por. | gol+ | gol- | bod |
| --- | -------------------------- | --- | ---- | ---- | ---- | ---- | ---- | --- |
| 1.  | Budućnost Duvno            | 12  | 10   | 0    | 2    | 47   | 12   | 20  |
| 2.  | Šator Glamoč               | 12  | 8    | 1    | 3    | 37   | 19   | 17  |
| 3.  | Tekstilac Livno            | 12  | 7    | 1    | 4    | 38   | 20   | 15  |
| 4.  | Krajišnik Bosansko Grahovo | 12  | 6    | 3    | 3    | 30   | 28   | 15  |
| 5.  | Sloga Guber                | 12  | 3    | 2    | 7    | 22   | 38   | 6   |
| 6.  | Kupres                     | 12  | 2    | 1    | 9    | 21   | 43   | 5   |
| 7.  | Rudar Tušnica              | 12  | 1    | 2    | 9    | 16   | 50   | 4   |

- Duvno – tadašnji naziv za Tomislavgrad

## Rezultatska križaljka
| kratica | klub                       | BUD | KRA | KUP | RUD | SLO | ŠAT | TEK |
| --- | -------------------------- | --- | --- | --- | --- | --- | --- | --- |
| BUD | Budućnost Duvno            |     |     |     |     |     |     |     |
| KRA | Krajišnik Bosansko Grahovo |     |     |     |     |     |     |     |
| KUP | Kupres                     |     |     |     |     |     |     |     |
| RUD | Rudar Tušnica              |     |     |     |     |     |     |     |
| SLO | Sloga Guber                |     |     |     |     |     |     |     |
| ŠAT | Šator Glamoč               |     |     |     |     |     |     |     |
| TEK | Tekstilac Livno            |     |     |     |     |     |     |     |
| |                            |     |     |     |     |     |     |     |
| podebljan rezultat - utakmice od 1. do 7. kola (1. utakmica između klubova) rezultat normalne debljine - utakmice od 8. do 14. kola (2. utakmica između klubova) rezultat nakošen - nije vidljiv redoslijed odigravanja međusobnih utakmica iz dostupnih izvora rezultat nakošen i smanjen * - iz dostupnih izvora nije uočljiv domaćin susreta prekrižen rezultat - poništena ili brisana utakmica p - utakmica prekinuta 3:0 p.f. / 0:3 p.f. - rezultat 3:0 bez borbe n.i. - nije igrano |                            |     |     |     |     |     |     |     |

 Izvori: 